# Ichneumon nigrifemoratus
Ichneumon nigrifemoratus là một loài tò vò trong họ Ichneumonidae.